# Mauricio Quintanilla
Mauricio Arnoldo Quintanilla Flores (31 ottobre 1981) è un ex calciatore salvadoregno, di ruolo difensore.

## Caratteristiche tecniche
Terzino destro, poteva essere schierato anche come mediano o come esterno di centrocampo.

## Carriera

### Club
Ha cominciato a giocare nell'El Tránsito. Nel 2001 è passato al San Salvador. Nel 2003 è stato acquistato dal Luis Ángel Firpo. Nel gennaio 2009 si è trasferito al Nejapa. Nell'estate 2009 ha firmato un contratto con l'Alianza. Nel 2012 è tornato al Luis Ángel Firpo. Nel 2015 è stato acquistato dal Sonsonate, con cui ha concluso la propria carriera nel 2016.

### Nazionale
Ha debuttato in Nazionale il 6 marzo 2001, nell'amichevole Guatemala-El Salvador (1-1). Ha partecipato, con la Nazionale, alla CONCACAF Gold Cup 2003. Ha collezionato in totale, con la maglia della Nazionale, 5 presenze.

## Palmarès

### Club

#### Competizioni nazionali
- Campionato salvadoregno di calcio: 4

San Salvador: 2002-2003
Luis Ángel Firpo: 2007-2008, 2012-2013
Alianza: 2010-2011